# Pseudopachychaeta ruficeps
Pseudopachychaeta ruficeps är en tvåvingeart som först beskrevs av Zetterstedt 1838.  Pseudopachychaeta ruficeps ingår i släktet Pseudopachychaeta och familjen fritflugor. Arten är reproducerande i Sverige. Inga underarter finns listade i Catalogue of Life.